# Johnny Dynell
Johnny Dynell er en DJ- og producer fra USA.